# Margrethe Pape
Margrethe Pape (o. 1618 – 1686 eller senere i Christiania) var en dansk kvinde, der bl.a. var frille til kong Frederik III af Danmark, med hvem hun fik sønnen Ulrik Frederik Gyldenløve.

## Livsforløb
Margrethe Pape kendte i 1637 prins Frederik (fra 1648 kong Frederik III af Danmark) i dennes tid som verdslig ærkebiskop i Bremen-Verden. Hun kan have været 17-20 år, måske mere, da de mødtes. Deres søn Ulrik Frederik Gyldenløve fødtes året efter i Bremen. Frederik lod ikke Margrethe i stikken med sønnen, men tog sig af hans opdragelse. Margrethe Pape fik årligt en sum penge. 1683 den 15. september blev enken Margrethe Pape af Ulrik Frederik Gyldenløve's halvbror kong Christian V adlet til baronesse af Løvendal.
Margrethe Pape blev omkring 1647 gift med Daniel Hausmann (o. 1620 - 1670 i Itzehoe). Han var søn af Daniel Hausman, rådsherre i Bremen, og Gesche Schulte. Daniel Hausman junior må have læst jura. Som ung gik han i tjeneste hos prins Frederik af Danmark (fra 1648 konge). Blev ca. 1652 amtsforvalter i Segeberg amt, 1665 tillige i Steinburg amt. Han blev etatsråd. Familien boede først i Segeberg, siden i Itzehoe, der ligger i Steinburg amt. Dengang taltes i Nordtyskland næsten udelukkende plattysk, hvor navnet udtales Huusmann eller Husmand, og således blev det gerne skrevet (på Frederik Ferdinand Hausmann, død 1757 i Christiania, hans sarkofag står: Friderich Ferdinand Husmand). I skrivelser imellem regeringskontorer og fra disse ud til embedsmændene benyttedes højtysk, hvor navnet skrives Hausmann. 1670 den 9. februar døde kong Frederik III og kort efter (i første halvdel af 1670) Daniel Hausmann. Margrethe Pape stod fadder ved dåben 12. juni 1675 i Segeberg af sønnen Frederik's datter Margrethe Sophie. Enken bor formentligt hos sønnen.
Margrethe Pape boede sine sidste år hos en søn i Christiania og levede endnu i 1686: en Andreas Poulsen/Løwenschild hans yngste søn Niclas blev født 4. juli 1684. Andreas Poulsen døde 1686. H. W. Harbou skriver: Niclas (Nicolai) blev af Ulrik Frederik Gyldenløve sat i Huset hos "Hr. Oberste Husmans Frue Moder i Christiania", d. e. Gyldenløves egen moder, Margrethe Pape baronesse Løvendal, der boede i Huset hos sin nævnte Søn af Ægteskabet med Etatsraad Daniel Hausmann. Vistnok 1696 kom han til Kjøbenhavn for at være Page hos Gyldenløve. Oberste Husmann er oberst Caspar Herman Hausmann.

## Børn

### Børn med kongFrederik IIIaf Danmark)
- Ulrik Frederik Gyldenløve

### Børn med Etatsraad Daniel Hausmann
I ægteskabet med Etatsraad Daniel Hausmann var 6 børn. To blev opkaldt efter hans forældre (Gesilla er samme som Gesche), en efter hendes gamle kæreste og hans arbejdsgiver, en efter hans dronning (hun var kort forinden blevet dronning, da datteren fødtes).
- Sophia Amalia Hausmann (1648 - 19. juni 1682 i Flensborg). Blev omkring 1663 gift med Hans Jürgen Compoteller (o. 1627 - 6. december 1677 i Flensborg). Han blev student i Lybæk. Immatrikuleret ved universitetet i Rostock: 1645 Mense Iunio, Ioannes Georgius Compoteller, Lubecensis. (Georgius er den latinske form af Jürgen, mense iunio betyder juni måned). Han var 1656 adjunkt hos faderen Franz Compoteller, 1659 amtsskriver i Steinhorst, 1667 tillige i Tremsbüttel, her nævnes han 1670/72 (kaldet Johann Georg, plattyske Hans hedder på højtysk Johann). Han er 1672 kongelig amtsskriver i Flensborg[3], blev 1673 fiskemester i hertugdømmerne. Sophia Amalia blev 2. gang viet den 16. februar 1680 i Sankt Marie kirken i Flensborg med Matthias Lobedantz (1644-1699), amtsskriver i Flensborg. Han viedes 1684 med Catharina Maria Gude[4]. I første ægteskab var tre døtre, måske fire.

* Anna Catharina Compoteller (1664 - 10. juli 1701). Hun kom formentligt ligesom et par kusiner til moderens halvbror, statholder Gyldenløve, der da måske boede i Oslo, ellers i København. 1679 den 20. december fik jomfru Anne Cathrine Compoteller og enkemanden, kommerceråd Jens Rosenheim (1636-1690) kongl. bevilling til vielse i huset, der skete kort efter. 1693 den 6. november stod enken justitsrådinde Rosenheim fadder i Sankt Mariæ kirke, Helsingør, for et barn af onklen Andreas Günther. I sommeren 1701 boede enken, der lå syg, i Kollekolle ved Værløse, den 9. juli underskrev hun sit testamente, hvori hun nævner „Søster Ida“ og fætteren Melchior Daniel Günther i Helsingør. Dagen efter døde Anna Catharina, 37 år gammel, hensat den 5. august i koret i Sankt Olai kirke, Helsingør, hvor sønnen Christian Ulrich Rosenheim den 26. oktober året før var blevet hensat.
* Augusta Rebecca Compoteller (født o. 1666), blev 25. juni 1685 viet i Bargteheide kirke med hr. Johann Peter Cubach. Han var bogtrykker, nævnes 1683 i Lüneburg.
* Cathrine Hedevig Compoteller (1672 - 1725, begravet 20. november på Toten). Hun kom måske ligesom et par kusiner til statholder Gyldenløve, i København. Viedes 28. august 1689 i København med Hans Bertelsen Holst (1662-1725), der 1684-88 var sognepræst i Vinje, 1688-89 i Seland, 1689-94 i Gausdal og fra 1694 indtil sin død sognepræst i Toten, hvor han også blev provst. Datteren Sophia Amalia Holst (1692-1740) blev 1721 gift med Peter Abelsted (1694-1757), der 1724 blev sognepræst til Slidre præstegæld i Valdres, der omfatter 6 sogne i Vestre Slidre og Østre Slidre. Det var et slidsomt præsteembede. I 1737 blev han sognepræst til Sørum med annekssognet Frogner (lidt NØ for Oslo). Datteren Christine Hansdatter Holst (født o. 1695 i Toten) blev gift ca. 1715 med Paul Bredesen Hammer (o.1669-o.1745 i Grue), der var sognepræst for Grue og Brandval sogne i Hedmark indtil sin død. De har 24. januar 1716 dåb i Grue kirke af sønnen Hans Hammer. 1717 den 15. marts af sønnen Brede Hammer. 1719 den 2. september af datteren Cathrine Hedvig. 1721 den 9. juni af sønnen Hans Georg Compoteller Hammer. Og andre børn.
* Ida. Det vides ikke, om Ida er datter af Sophia Amalia' første eller andet ægteskab.
- Gesilla Hausmann (o. 1649 - 13. november 1672), blev 1665 gift med Nicolaus Brügmann, regeringsråd i Glückstadt, 1670 amtsforvalter i Segeberg og Steinburg amter.
- Friedrich Hausmann (o. 1649 - 25. april 1689). Han blev ritmester i Segeberg, fra 1680 tolder i Ribe. Gift 1. gang 30. januar 1673 med Anne Margrethe Nofocken (21. januar 1658 - 11. april 1683), der var „af en fornemme Holstenische Familie“. 1670 den 7. juli fik han ekspektance på toldembedet i Ribe efter Maturin Duponts død[10] (samme dag fik svogeren Nicolaus Brügmann, der havde ekspektance på toldembedet i Ribe, bestalling som amtsforvalter). Du Pont levede vist indtil 1680. Den 7. november 1680 udnævntes Frederik Hausman til tolder i Ribe[11]. 1681 flyttede familien fra Segeberg til Ribe. Tjansen som tolder var ikke større, end at den kunne klares af een person. Han og hustruen havde tysk som hjemmesprog og ønskede kirkelig betjening på tysk[12]. Efter hustruens død lod han lave en kisteplade med inskriptionen: 1683. Anna-Margareta Havsmans, født Novocken 21. jan. 1658, †11. april 1683. Hun ægtede 30. jan. 1673 ritmester Friedrich Havsmann, hvem hun fødte 5 levende og 2 dødfødte børn. Indskrift på tysk[13]. Omkring 1683 opsatte han et epitafium i Ribe domkirke over: Johannes Balthasar Breithaupt, født i Sachsen 1647, død i Danmark 1683. »For tre grever, Schack, fader og søn, samt for Wedel var han staldmester og lærte at intet i denne Verden er stabilt« (ordspil på stabuli og stabile). Frederik Hausman fra Holsten lod dette (minde) sætte over sin vens støv. Indskrift på latin, delvis på hexametre[14]. I april 1686 fik han lønforhøjelse, så han kunne lønne en toldskriver. Viet den 27. april 1688 i Sankt Catharinæ kirke, Ribe, med Anna Catharina Lund (o. 1663 - 18. maj 1693 i Ribe), ved vielsen kaldes han ritmester, hun er enke efter Hein Sønnichsen, gårdmand på Nienhof (plattysk for Nygård). Frederik Huusmand læderedes hårdt ved branden den 19. april 1689 på Sophie Amalienborg i København. Døde den 25. april af kvæstelserne, begravedes i København (man kan spekulere på, hvorfor tolderen i Ribe var i København. Måske han besøgte svogeren i Helsingør, der var nygift). Få dage efter blev en ny tolder udnævnt[15]. Enken Anna Catharina Lund viedes 18. februar 1691 hjemme i huset med Jens Christensen (Sankt Catharinæ kirkebog), amtsforvalter over Riberhus amt.
I Frederik's første ægteskab kendes 4 døtre.

* Margrethe Sophie Hausmann (12. juni 1675 i Segeberg - 1722 i Ullensaker). Blev ca. 1682 sendt til Hamborg for „der at informeris udj adschilligt, Qvindekjønnet vel anstaaeligt.“ Hun og søsteren Anne Hedwig var nok hos samme frue. Fra efteråret 1689 gjorde hun opvartning hos statholderinde fru Gyldenløve i København. Hvor hun var 2½ år, indtil brylluppet med Thomas Rosing blev aftalt. Kom ca. foråret 1692 til Christiania. Viet 9. november 1692 i farbroderen Caspar Herman's hus i Christiania med Thomas Rosing (16. maj 1665 - 8. april 1723), søn af Hans Rosing, biskop over Akershus stift. Thomas Rosing var fra oktober 1691 sognepræst til Ullensaker, der ligger lidt NØ for Oslo, og blev 1707 provst over Øvre Romerike. „1722 .. behagede det den allene viise Gud at til sig kalde, efter en meget lang og haard Siugdom, min hjertekjære nu salige Moder Margrete Sophia Huusmand.“, skriver sønnen Ulrich Friederich. 1723 blev Thomas Rosing gift med Maren Heidemark, enke efter Peter Heide på Krogstad, og døde straks efter.
* Anne Hedewig Hausmann (20. november 1676 i Segeberg - 11. maj 1736). Blev som 8-årig sendt til Hamborg for at oplæres i dansk etc. hos højædle og højbårne fru Sophie Urne, hvor hun var indtil sit 15. år (Sophie Urne havde 1659-60 været gift med Ulrik Frederik Gyldenløve). Kom så til statholder Ulrik Frederik Gyldenløve i København, hvor hun var indtil ægteskabet. 1692 den 23/12 stod Jungf: Hausmanni fadder i Sankt Mariæ kirke, Helsingør. 1694 den 30/7 stod Jgf: Anna Hedewig Hausmannin fadder i Sankt Mariæ kirke, den 14/8 Anna Hedewig Husmanin. Hendes vielsen skete på Gyldenløves grevskab Laurvig. Trolovet 4. juli 1695 i København, viet 2. august 1696 i Larvik med Friederich Grüner (1665-1741), der var sognepræst i Vågå i Gudbrandsdalen, fra 1700 i Hedrum ved Larvik. Ved dåben 20. september 1696 i Ullensaker af søsteren Margrethe Sophie's barn Antonetta Augusta, „kaldet effter hendis høye Naade Hr. Statholder Güldenløwis“, stod Anne Hedewig Hausman fadder.
* Elisabet Catharina Hausmann. Døde før 1714 i Rendsborg. Søsteren Margrethe Sophie fødte 19. juli 1714 en datter, der ved dåben „blef kaldet effter begge min Hustruis sl. Søstre Elisabeth-Catharina j Reensborg och Ulrica-Antonette j Sandefiord, med det Nafn: Elisabeth-Antonetta.“ (skriver Thomas Rosing).
* Ulrica Antonette Hausmann (december 1682 - 1714, begravet 15. januar, 31 år 24 dage gl.). 1696 den 17/7 stod Madamoisel Husmannin fadder i Sankt Mariæ kirke, Helsingør. 1698 den 27/5 stod Jgfr: Ulrica Hausmannin faddder i Sankt Mariæ kirke, den 18/7 Jfr: Hausmannin og atter 27/10 og 7/11. Viet 8. juni 1700 i Bragernes kirke med Jacob Stockfleth (1673 - 28. oktober 1717). Han var 1699 blevet sognepræst i Tjølling, ved Larvik, de boede i Tjølling præstegård. Fra 1708 sognepræst til Sandeherred og de flyttede så de 12-13 km. til præstegården i Sandar, ved Sandefjord. Enkemanden blev 3. september 1714 viet med Birgitte Munthe.
I andet ægteskab var en søn:
* Ulrik Frederik Huusman (født o. 1689). Levede endnu 23. april 1695 ved afslutningen af skiftet efter moderen. Døde før 1717 (dødsfaldet er ikke i Sankt Catharinæ kirkebog).
- Daniel Hausmann (o. 1651 - 1688 eller før). Immatrikuleret ved universitetet i Tübingen: 1670 Oktober 29. Daniel Hausman Holsatus iuris studiosus, Johan Boje Dithmarsus iuris studiosus (de må begge være blevet student i Itzehoe). Immatrikuleret ved universitetet i Marburg: 1671 26. april Daniel Hausman, Itzehöa Holsatus[18]. Han blev justitsråd og gift med Margareta Uthermark (død i begyndelsen af 1733). Hun blev enke, trolovedes 12. december 1688 på Frederiksborg, viedes 22. december i Sankt Mariæ kirke, Helsingør, med sin afdøde mands svoger, Andreas Günther, tolddirektør i Helsingør. Hun blev 1698 atter enke og gift omkring 1708 med oberstløjtnant Johan Wilhelm von Oetken, fra 1711 oberst i Norge, siden generalmajor. Daniel's broderdatter Margrethe Sophie fik den 2. september 1703 en søn „kaldet med det Nafn: Friderich Daniel; nembl: efter min Kiæristis Fader sl: Friderich Hausman och hendes Faderbroder sl: Daniel Hausman.“ (skriver Thomas Rosing). Ved dåben 22. juli 1714 i Ullensaker af et barn af Margrethe Sophie og Thomas Rosing nævnes af faddere „Oberster Johan Wilhelm von Øtken, Margrethe Utermarch bemeldte Oberster Øtkens.“
- Caspar Herman Hausmann ( (10. januar 1653 i Segeberg – 9. september 1718 i Christiania). Han blev officer, fra 1680 i Norge, hvor han 1712 blev øverstkommanderende. 1709 Ridder af Dannebrog. Gift o. 1681 med Karen Toller (1662-1742), brordatter til Jens Rosenheim, der 1679 blev gift med Caspar Herman's kusine Anna Cathrine Compoteller. De fik 1686 datteren Margrethe Wilhelmine Hausmann, der 1703 giftede sig med halvfætteren Godske Hans von Brüggemann til Ulriksholm, søn af Nicolaus Brügmann.
- Magdalena Margaretha Hausmann (15. oktober 1654 i Segeberg - 22. november 1687 i Helsingør). Gift 1669 med Andreas Günther (30. november 1635 i Halle - 29. december 1698 i Helsingør), søn af Melchior Günther og Anna Losia. Efter forskellige poster i Tyskland kom han til statholderen i Holsten. Kong Frederik III gav ham fast ansættelse ved Øresundstolden. Den 6. juni 1668 udnævnt til direktør for Øresunds Toldkammer, hvilket han var indtil sin død 30 år senere. Det var en stor opgave. Han betroedes flere andre hverv, blandt andet 1669 en sendelse til Hessen-Kassel. 1679 udnævnt til kammerassessor, 1683 admiralitets- og kommerceråd, 1689 justitsråd og 1693 virkelig justitsråd eller assessor i højesteret[19]. I hjemmet taltes tysk. De gik til kirke i den tyske kirke i Helsingør: Sankt Marie. Flere af familiens begravelser skete om aftenen ved vesperen kl. 7. De havde et arvegravsted i koret, tre kisteplader er bevaret, alle med tysk tekst, hendes[20], hans og sønnen Ulrich Fridrich's. De fik 4 døtre og 6 sønner, hvoraf 3 døde før moderen.

* Ulrich Fridrich Günther fødtes 3. januar 1671, ved dåben 6. januar nævnes af faddere: statholder Ulrich Fridrich Güldenløw. Margareta Poppenes. - Margarete Poppenes er Margrethe Pape, her mødtes de atter: søn og mor (skete ikke så sjældent). Han nævnes aldrig som fadder ved barnedåb. Ulrik Fridrich døde 20. november 1718 i Helsingør, ugift. I begravelsesindføringen nævnes intet erhverv, derimod: Er hatte einen [Eichene Svung] ([usikkert læst]). Han havde formentligt en psykisk lidelse.
* Melchior Daniel Günther, ved dåben 1672 den 15. marts nævnes af faddere: der Herr Reinholt Mejer Jhro Königl: Mayt: die Fraw Wittbe wolbestalter Kammer Secretarius (Königl: Mayt: die Fraw Wittbe er enkedronningen), Nicolaus Brüggemann i Itzehoe, svoger til dåbsbarnets mor, og fru Sophia Amalia i Flensborg, søster til dåbsbarnets mor (begge ved stedfortrædere). Han var 1694-1709 kammererer ved Øresundstolden (der var samtidigt 4 kammererere, kæmnere), blev 31. december 1709 translatør ved Øresundstolden (der var kun een med den titel), et indbringende embede. Døde 1722, begravedes 16. maj i familiegravstedet i Sankt Mariæ kirke, ugift. Han efterfulgtes som translatør af Johan Albrecht With, der 1719 var blevet gift med Cathrine Ernestine Hausmann, kusine til Melchior Daniel.
* Margaretha Günther, ved dåben 1673 den 13. maj nævnes som fadder: Friederich Hausmanß Fraw (ved stedfortræder; de var blevet gift samme år). Viedes 28. juli 1692 i Sankt Mariæ kirke med Johan Christian Ziege (o. 1656 - 1736, begravet 16. oktober i Sankt Mariæ kirke). Han var 1687 blevet kammererer ved Øresundstolden, hvilket han var indtil sin død. De fik ingen børn. Enken Margaretha begravedes 24. maj 1737 i Sankt Mariæ kirke. Begge i det güntherske arvegravsted.
* Anna Christina Günther, ved dåben 1674 den 5. april er en af fadderne: krigskommissær i fyrstendømmerne Slesvig og Holsten Johann Schwertfeger. Viedes 28. juli 1692 i Sankt Mariæ kirke med fætteren Daniel Brügmann, amtsforvalter i Steinburg, søn af Nicolaus Brügmann. Hun døde 1750.
* Charlotta Amalia Günther, 1676 den 7. januar døbt. 1694 den 6/10 stod Jfr: Charlotta Amalia Günterin fadder ved dåb af Andreas Daniel, søn af magister Boldich, præst ved Sankt Mariæ kirke og Kronborg slotskirke. Ved faderens død er Charlotta Amalie gift med Nicolaus Nissen, de bor i Slesvig, formentligt i Slesvig by.
* Adam Levin Günther, ved dåben 1681 den 21. november nævnes som fadder: Fr: Catrina Hausmans (præstens Fr: betyder frue, men hvem er hun ?). Adam Levin døde ½ år gammel, begravedes 24. april 1682.
* Christian Günther, ved dåben 1683 den 4. januar var fadderen: hl: Christianus qvintus König Zu Dänemarck vnd Norwegen. Christian blev 21. april 1703 sekondløjtnant ved morbroderens, brigadér Caspar Herman Hausmann's gevorbene Inf. Reg. i Norge, premierløjtnant 14. oktober 1707; afgik 1713, formodentligt med kaptajn's karakter, da han kaldes således ved sin begravelse i Christiania 3. januar 1719. Døde ugift, efterlod 9.410 rigsdaler i arv til sine søskende (det var en god del af værdien af en herregård).
* Anna Catrina Günther, 1684 den 7. februar døbt. Ved faderens død var hun endnu ikke fyldt 15 år. Det var bedst, om hun snarligt blev gift (måske hun kom til søsteren Charlotta Amalia i Slesvig). Viedes 30. november 1700 i Sankt Michaelis kirke, Slesvig, med Hinrich Brummer (født ca. 1667), der fra 1693 og indtil sin død 24. november 1723 var sognepræst i Haddeby og præst ved konventet for adelige jomfruer Sankt Johannes Kloster ved Slesvig. Han var pietist. De fik vist ingen børn. Enken Anna Catharina Brummer viedes 7. august 1726 i Husum med Johann Melchior Krafft (1673-1751), der var præst i Husum (hun blev hans 3. hustru). Hun døde vinteren 1728 i Husum (og han blev gift for 4. gang).
* Levin Andres Günther, ved dåben 1685 den 1. marts var en af fadderne: Hl: Baron Woldemar von Lewendal (ved stedfortræder; Woldemar Løvendal er søn af Ulrich Frederik Gyldenløve). Levin Andres begravedes 10. august 1687.
* Adam Levin Günther, ved dåben 1687 den 22. maj var faddere: der Her Cantzlei Rath Jens Rosenheim, Jungf: Margareta Gynter (henholdsvis er gift med dåbsbarnets kusine Anna Catharina Compoteller og søster til dåbsbarnet). Adam Levin begravedes 1. september 1687.

Enkemanden Andreas Gynther blev 22. december 1688 viet med Margarita Utermarch, enke efter hans svoger Daniel Hausmann. Andreas Günther begravedes den 25. januar 1699 om aftenen kl. 7 i Sankt Mariæ kirke. I ægteskabet var to sønner, den yngste døde før faderen. Daniel Andres Günther, (7. oktober 1690 - 5. juni 1769 i Hurum). Blev 1707 fænrik ved Dronningens Regiment i Oldenburg, 1710 i Skåne udnævnt til løjtnant, blev 25. marts 1715 dragonkaptajn og fik 7. juni 1720 Hadelandske Compagni af Det nationale Dragonregiment. Viedes 15. januar 1727 i Hudrum med Margareta Sophia Huitfeldt, datter af Iver Huitfeldt og Kirstine Røyem. De boede i Gran. Han fik 31. maj 1728 rang af major, blev 10. juli 1739 oberstløjtnant, fik 11. oktober 1747 oberst's karakter og blev 15. juli 1750 virkelig oberst ved det da oprettede 4. nationale Dragon Regiment, blev 31. marts 1758 generalmajor tilhest og fik afsked 1760. De fik mange børn, også et par sønner. Men ingen af sønnerne fik børn. Med Daniel Andreas Günther's søn Iver Andreas' død den 14. august 1769 uddøde navnet Günther efter tolddirektøren. 1693 den 6. november dåb af sønnen Fridrich Günther, faddere: Jhro Königl. Hoheit Prinz Fridrich in dessen Stelle ist als Gevater gestanden der wolgebohrne hl: General Major Jacob von Gefver Commendant auf der Vestung Cronersburg, Madame Justitz Räthin Rosenheims Wittwe. Enken efter Jens Rosenheim er Anna Catharina født Compoteller. Frederik døde 4 år gl., begravedes 4. januar 1698.
1702 den 11/4 stod Fr: Justitz Räthin Günthers Laqvay (lakaj) fadder i Sankt Mariæ kirke. 1702 den 5/6 frembar Frau Justitz Räthin Margaretha Güntherin, gebohrne Udermarckin i Kronborg slotskirke ved dåb af barn af amtmand i Stavanger Eduard Hammond og Else Sophie født von der Pfordten (opvokset på Kronborg). I 1703 og fremover frembæres ofte af Frau Justitz Räthin Margareta Güntherin ved dåb i Sankt Mariæ kirke, sidste gang den 8. maj 1708. Derefter nævnes steddatteren Margrethe, gift Ziege, som frembærende, hvilket hun aldrig tidligere gjorde. Det tyder på, at enken Margrethe Günther i sommeren 1708 forlod Helsingør for at blive gift med Johan Wilhelm von Oetken.